# Holyoke Falcos
Holyoke Falcos foi um clube de futebol norte-americano com sede na Holyoke, Massachusetts. Foi membro fundador da American Soccer League.

## História
A equipe foi patrocinada pela Farr Alpaca, uma fábrica têxtil local. A equipe foi um membro fundador da ASL, mas desistiu no final da primeira temporada.

## Estatísticas

### Participações
|  | Participações em 2020 |

| Competição     | Competição             | Temporadas | Melhor campanha    | Estreia | Última  | P | R |
| Estados Unidos | American Soccer League | 1          | Desistiu (1921/22) | 1921/22 | 1921/22 |   | – |